# Benjamín Zarandona
Benjamín Zaradona Escono, španski nogometaš baskovsko-gvinejskega rodu, * 2. marec 1976, Valladolid, Španija.